# Wacław Malcherowicz Szemiot
Wacław Malcherowicz Szemiot herbu Łabędź odmienny (zm. 13 kwietnia 1599 roku) – kasztelan smoleński w latach 1597–1599, kasztelan połocki w 1588 roku, podkomorzy żmudzki w 1582 roku.
Był wyznawcą kalwinizmu.
Syn Melchiora (Malchera) Szemiota (zm. 1570), ciwuna berżańskiego i kasztelana żmudzkiego, i Elżbiety z Hlebowiczów, córki wojewody wileńskiego Jana Hlebowicza i Zofii z Pietkowiczów, wdowy po marszałku Janie Niemirowiczu Szczytcie. Miał brata Jana, ożenionego z Magdaleną ks. Zbaraską i siostrę Krystynę - żonę Wojciecha Billewicza. Bratem przyrodnim Wacława był Melchior (Malcher) Szemiot (zm. 1617 lub 1619) - podkomorzy wileński.
Poślubił Elżbietę (Halszkę) Chodkiewicz (zm. 1613), córkę kasztelana trockiego Jerzego Chodkiewicza i księżniczki słuckiej Zofii (córki ks. Jerzego Olelkowicza i Heleny z ks. Radziwiłłów). Z Elżbietą Chodkiewiczówną miał synów Krzysztofa i Jerzego oraz córki: Elżbietę (Halszkę) - żonę wojewody trockiego Piotra Paca; Annę - żonę Krzysztofa Kryszpina-Kiszenszteina (matkę podskarbiego wielkiego litewskiego Hieronima Kryszpina-Kirszeszteina); Aleksandrę - żonę kasztelana trockiego Aleksandra ks. Ogińskiego. 